# Manuel José Yrarrázaval
Manuel José Yrarrázaval (o Irarrázaval) Larraín (Santiago, Chile; 7 de noviembre de 1834-Nueva York, Estados Unidos; 14 de febrero de 1896) fue un político y abogado chileno. Se desempeñó como diputado, senador y, ministro del Interior, Industria y Obras Públicas durante el gobierno provisional de Jorge Montt, entre mayo y agosto de 1891; y en segunda ocasión en septiembre y diciembre del mismo año.

## Primeros años de vida
Hijo de José Miguel Irarrázaval Alcalde y de Trinidad Larraín y Gandarillas. Estudió en el Colegio de los Sagrados Corazones de Santiago (1849-1853), en el Instituto Nacional y en 1851 se trasladó a Estados Unidos para ingresar a la Universidad de Georgetown, Washington D. C., donde obtuvo su grado académico de abogado.
Siguió cursos de Leyes en la Universidad Católica de Lovaina (Bélgica) y en la Universidad de Altona (Dinamarca, hoy Alemania). Se concentró en el estudio de Leyes y Ciencias Políticas. Recorrió los principales países europeos, especialmente Suiza, España y Francia, y regresó a Chile en 1852.

## Matrimonios e hijos
Contrajo matrimonio en septiembre de 1861 con Julia Mackenna y Astorga, quien falleció al dar a luz a su hijo  Fernando. 
En 1865 contrajo nuevamente matrimonio con Isabel Correa y Toro, hija de Juan de Dios Correa de Saa y Martínez y de Nicolasa de Toro-Zambrano y Dumont de Holdre, condes de la Conquista, teniendo entre sus hijos a Arturo, Manuel Francisco y a Elisa Irarrázaval Correa. 

## Carrera política
Se dedicó a las actividades agrícolas de su familia, al mismo tiempo que ingresó a la política nacional siendo un joven dirigente del Partido Conservador.

### Congresista
Fue elegido senador por Llanquihue (1852-1876, 1879-1885), periodo en que compatibilizó el Senado con la Cámara de Diputados, siendo Diputado por Petorca (1861-1864), Santiago (1864-1867), Ovalle (1867-1870), y Santiago nuevamente (1870-1873). En la cámara alta fue integrante de la Comisión permanente de Gobierno y Relaciones Exteriores, además la de Guerra y Marina. Como diputado integró comisiones como Hacienda e Industrias, Educación y Beneficencia y la de Constitución, Legislación y Justicia. Paralelamente fue regidor de la Municipalidad de Santiago (1861).
Posteriormente asumió como senador, aunque por la Maule (1888-1891) y por Santiago (1894-1896). Integró la Comisión permanente de Hacienda e Industrias. En 1888, siendo senador por el Maule, le tocó la misión de dirigir el Partido Conservador e inició una campaña para establecer la libertad electoral y el modelo de comuna autónoma que había conocido en Europa. Temas que fueron abordados en el Senado en 1890. Dada su condición de líder del Partido Conservador, el presidente José Manuel Balmaceda buscó su apoyo para mediar con su partido los proyectos del Gobierno.

### Ministro de Estado
Fue un opositor al régimen de José Manuel Balmaceda y durante la Revolución de 1891 Manuel José Irarrázaval propuso la creación de la Junta Provisional que se instaló en la ciudad de Iquique, donde asumió como Ministro del Interior, Industria y Obras Públicas el 12 de mayo de 1891, subrogó luego al Ministro de Hacienda. El 10 de agosto de 1891 asumió como Secretario de la Junta Provisional. Irarrázaval firmó el Acta de Deposición y una vez derrocado el gobierno de Balmaceda ocupó el cargo de Ministro del interior (diciembre de 1891-marzo de 1892).

## La comuna autónoma
Yrarrázaval promovió este modelo en 1888, presentando un proyecto de Ley al Senado en 1890, el cual fue aprobado solo después de la Revolución de 1891. Fue publicada el 27 de diciembre de 1891 y determinó que los municipios gozarán de total independencia del ejecutivo, y que sus facultades serían aún más amplias que las que antes correspondían a los gobernadores dentro de sus departamentos. Entre ellas figuraban la salubridad, el aseo y el ornato de las poblaciones, el fomento de la educación y de las industrias, el mantenimiento de la policía de seguridad, etc.
La facultad más importante, desde el punto de vista político, fue la de constituir el poder electoral, pues tuvieron a su cargo las inscripciones de los ciudadanos y las votaciones para elegir a sus propios regidores, a los parlamentarios y al presidente de la república. Con ello, el ejecutivo, que antes dirigía las elecciones por medio de los gobernadores, intendentes y alcaldes designados a su satisfacción, perdió desde ese momento toda influencia electoral.
La nueva organización comunal resultó en la entrega del poder electoral a los grandes terratenientes o caciques locales, unos y otros vinculados a los círculos oligárquicos de la capital. Las modificaciones legales al sistema electoral realizadas en 1915 y 1916 permitieron disminuir en parte el poder de los terratenientes, pero fue solo hasta la década de 1930 cuando los municipios pierden parte de sus funciones de policía local que se rompe la influencia de éstos sobre las elecciones.

## Otras actividades
Fue el primer presidente del Club de La Unión, fundado en 1864. Comandante de uno de los cuerpos de guardias cívicas de la capital. Fundador y principal sostenedor del diario El Bien Público (1863), que después se trasformó en El Independiente. Contribuyó al sostenimiento del periódico literario La Estrella de Chile.
Fue consejero de Estado y presidente del Banco de Valparaíso (antecesor del Banco de Chile).
Su salud se quebrantó y viajó a Estados Unidos por prescripción médica, donde se agravó y falleció en Nueva York, el 14 de febrero de 1896, sin haber terminado su período senatorial, siendo reemplazado por el suplente Ventura Blanco Encalada (1896).
Dejó a la Universidad Católica de Chile sus bibliotecas de Santiago, una mansión ubicada en Alameda y parte de la Hacienda familiar de Pullally, en Papudo, la que posteriormente su hijo Fernando Irarrázaval Mackenna convertiría en un balneario para el turismo.